# Peñas de Aya
Peñas de Aya (en euskera Aiako Harria) es un macizo montañoso localizado entre las provincias de Guipúzcoa y Navarra. Da nombre al parque natural de las Peñas de Aya. Se encuentra entre las poblaciones de Oyarzun, Irún y Lesaca (Navarra). Son unas montañas de características muy especiales, porque no se crearon por orogenia sino por intrusión de granito.
Desde este macizo puede gozarse de magníficas vistas, por lo cual se calificó la zona como parque natural, junto con el monte Urdaburu. Asimismo, esto permite disfrutar de su fauna característica.

## Macizo montañoso
Este macizo montañoso está formado por tres cumbres, a lo largo de sus 4 kilómetros de recorrido total, con el punto más elevado a 837 metros: la más septentrional Hirumugarrieta (o Peña de Aya), tiene 806 m; la del centro Txurrumurru, 821 m; y el del sur, Erroilbide, llega a 837 m.

## Parque natural
El parque natural de las Peñas de Aya tiene una extensión de 6913 hectáreas. Incluye parte de las comarcas Bajo Bidasoa, Oiartzualdea y Donostialdea, abarcando parcialmente los municipios de Irún, Rentería, Oyarzun, San Sebastián y Hernani. Además del propio macizo de las peñas, también forman parte del parque los siguientes picos: Zaria (635 m), Munagirre (781 m), Bianditz (797 m), Errenga (786 m), Irupagoeta (534 m), Erlaitz (498 m), Pagogaña (480 m), Urdaburu (599 m) y Aldura (537 m).

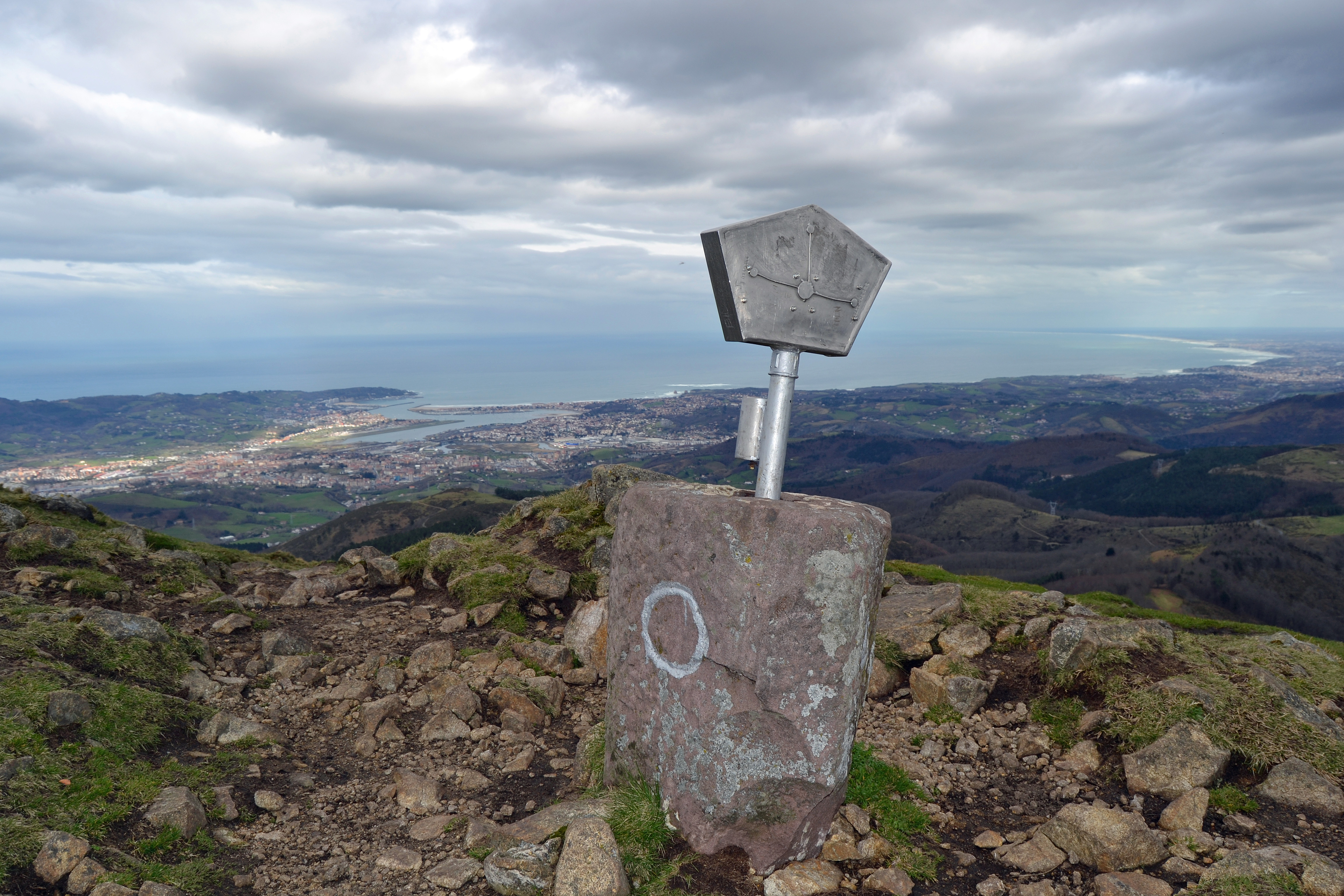
Hirumugarrieta (Peña de Aya), cumbre y vista de Irún, Hendaya y Fuenterrabía.
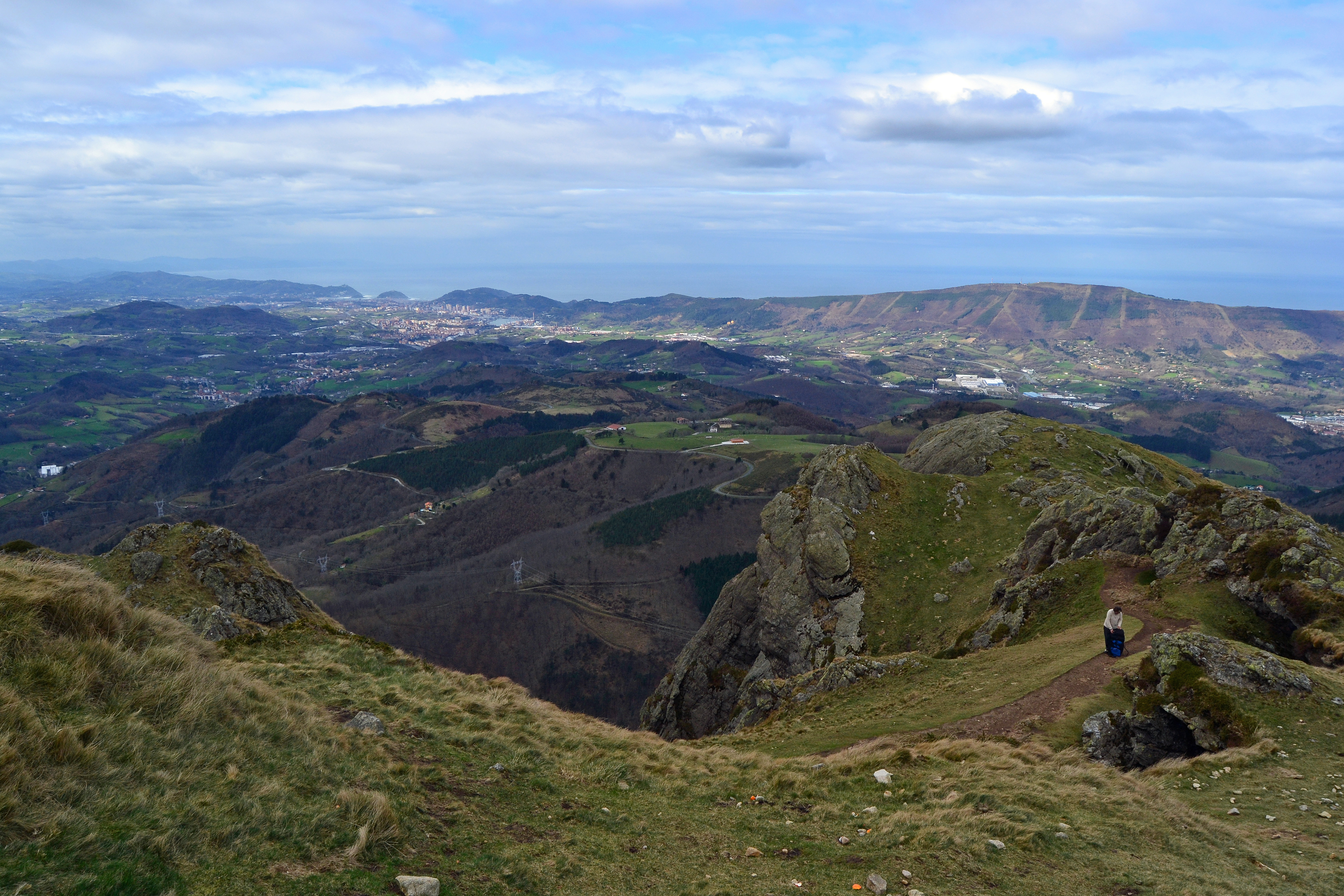
Vista de los municipios de San Sebastián, Pasajes, Rentería y Lezo, desde la subida a Hirumugarrieta.
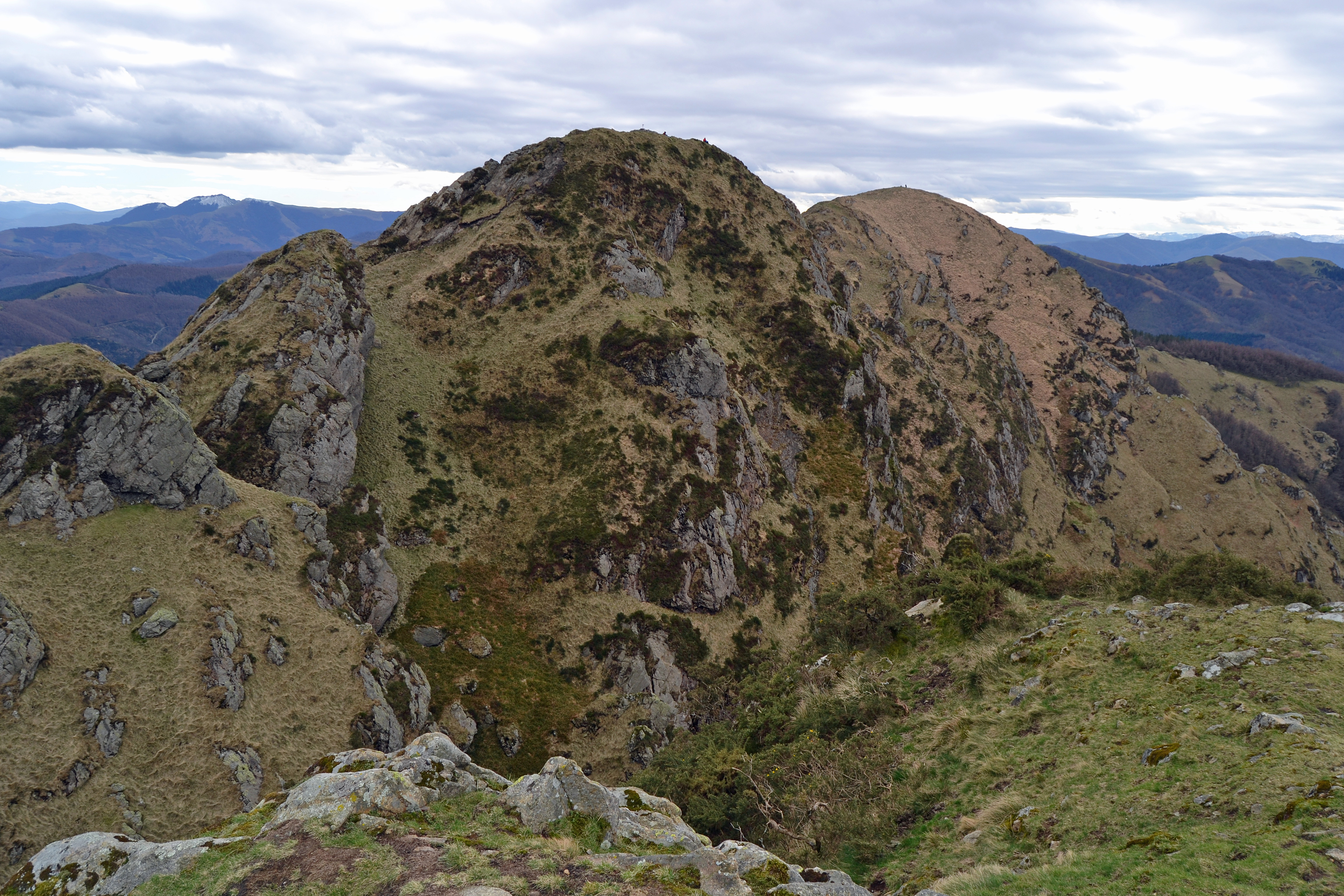
Txurrumurru y Erroilbide vistos desde Hirumugarrieta.

## Minas de Arditurri
En una de las entradas del parque natural de las Peñas de Aya están las minas de Arditurri, explotadas ya en época romana. Ofrece un aspecto característico minero, con las canteras a cielo abierto todavía visibles, los vertederos de los materiales agotados, edificios de la época de la explotación, y el antiguo ferrocarril que servía para lleva el mineral al puerto de Pasajes (hoy en día convertido en ciclovía).
El centro de interpretación está en el edificio que fue el laboratorio de la mina, y permite visitas guiadas por el interior de las galerías.